# Роберт Музіль
Роберт Музіль (нім. Robert Edler von Musil; нар. 6 листопада 1880, Клагенфурт — пом. 15 квітня 1942, Женева) — австрійський письменник та есеїст, драматург і театральний критик.
Належачи до покоління німецького експресіонізму, Музіль став відомий своїм романом «Сум'яття вихованця Терлеса» (1906) та незакінченим романом «Людина без властивостей» (1930—1943). Роман «Людина без властивостей» заново відкритий завдяки Адольфу Фрізе. Цей твір є одним з найважливіших для епохи модернізму XX століття і стоїть із романами «У пошуках втраченого часу» Марселя Пруста та «Уліссом» Джеймса Джойса.
Для творів письменника характерний глибокий, квазінауковий аналіз внутрішнього світу людини та її свідомості, а також стилістична досконалість.

## Біографія

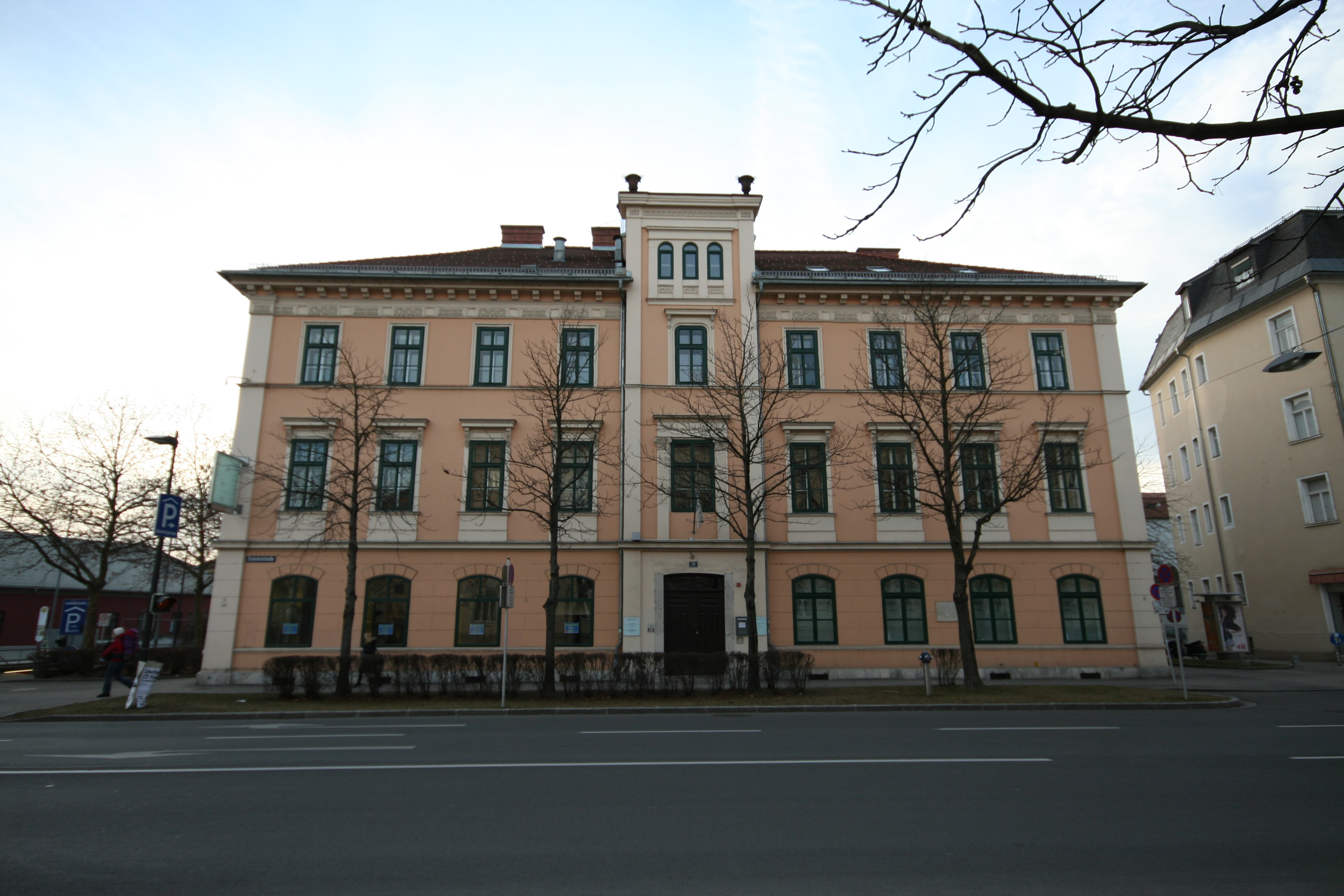
Будинок на Bahnhofstraße 50 в Клагенфурті, де народився письменник і де зараз знаходиться музей Музіля.

Роберт Музіль народився в австрійській родині інженера Альфреда Музіля, яка мала чеське коріння.
Навчався у Технічній військовій академії в Граніце та в Німецькому технічному університеті міста Брюнн (Брно). У 1901 році письменник почав військову службу в 49-му піхотному полку, а у 1902—1903 роках працював науковим співробітником в технічному університеті Штутгарта. У 1903 році починає вивчати філософію та психологію в Берліні, де товаришує з майбутніми письменниками Альфредом Керром і Францем Бляєм. Відмовився від кар'єри інженера, щоб стати професійним письменником. Навчався психології та філософії у Берлінському університеті та захистив докторську дисертацію у філософа Ернста Маха (1909).
Брав участь у Першій світовій війні. 1938 емігрував до Швейцарії, адже на батьківщині після об'єднання Австрії з Німеччиною його твори були заборонені. Помер у 1942 році.

## Творчість

### Сум'яття вихованця Терлеса
Порівняно невеликий роман «Сум'яття вихованця Терлеса» — це зразок музілівських «душевних пригод», які проявляються у всіх творах автора. Р. Музіль почав писати свою першу новелу у досить ранньому віці — у 22 роки. В той час молодий письменник захоплювався роботами Арістотеля, Шиллера, а його головним вчителем філософії життя був Ніцше. Можливо, саме тому, головним героєм його першої роботи є Терлес — людина розуму, яку цікавлять вічні питання буття. Тут уповні розкривається інтерес Музіля до психології особистості, а сам сюжет роману несподівано нашаровується на ширшу драму краху Австро-Угорської імперії, що в колізіях головного героя ілюструє двоїсту сутність буття. Літературознавець Дмитро Затонський пише:
| Роман (пройнятий) відчуттям перейденої межі колишнього, впорядкованого, традиційного буття: світ розпадається, речі бунтують, ніби в «Нудоті» (1938) Сартра, але задовго до неї. І, як у «Сум'ятті вихованця Терлеса», у новелах, в основу покладено незвичайний, нечуваний випадок, якусь відчайдушну одіссею душі, що виявляє водночас і необлаштованість світу, і непередбачуваність провокованих ним людських метаморфоз |

### Людина без властивостей
«Людина без властивостей» — незавершений роман у трьох частинах австрійського письменника Роберта Музіля. Перекладений понад тридцятьма мовами світу, часто вважається одним із найвизначніших творів європейської літератури 20-го сторіччя. Змальвує життя Австрії й усієї Європи напередодні Першої світової війни, розповідає — часто ґротесково-сатирично — про суспільні розчарування і моральні пошуки у тогочасних реаліях.

## Видання українською
- Роберт Музіль. Сум'яття вихованця Терлеса / Пер. Ю.Прохасько. Київ: «Юніверс», 2001. 208 с.
- Роберт Музіль. Людина без властивостей. Книга I / Пер. О.Логвиненко. Київ: Видавництво Жупанського, 2010. 416 с.
- Роберт Музіль. Людина без властивостей. Книга II / Пер. О.Логвиненко. Київ: Видавництво Жупанського, 2010. 368 с.
- Роберт Музіль. Людина без властивостей. Книга III / Пер. О.Логвиненко. Київ: Видавництво Жупанського, 2011. 512 с.